# Jacques Berthe
Jacques Berthe (Anzin, 20 luglio 1926 – Sallanches, 19 aprile 1981) è stato un pallanuotista francese.
Ha rappresentato la Francia alle Olimpiadi estive di Londra 1948.